# 주한 타이베이 대표부
주한 타이베이 대표부(중국어 (대만): 駐韓國臺北代表部)는 대한민국에 주재하는 중화민국의 타이베이 대표부이다. 하나의 중국 정책의 영향에 따른 비공식적인 외교 임무를 수행하기 위해 대사관이 아닌 연락사무소 형식으로 개설하였다.
대표부의 본부는 서울특별시 종로구 세종대로 149 광화문빌딩 6층에 있다. 대표부의 수장의 명칭은 주한 타이베이 대표이고 현 대표는 량광중(梁光中)이다. 경제조, 문화조, 신문조, 관광조(대만관광청), 업무조로 구성되어 있다.

## 역사

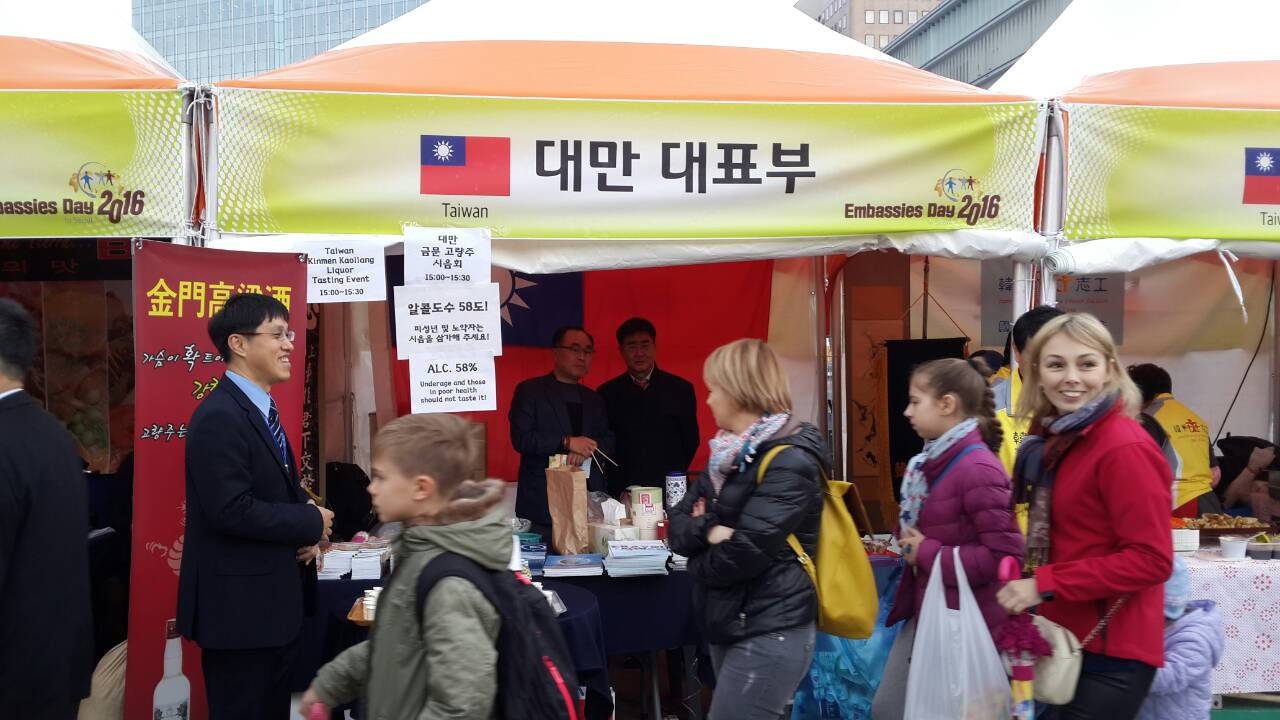
2016년 서울에서 열린 주한외국대사관의 날 행사에 참석한 주한 타이베이 대표부

중화민국은 1949년 1월 4일에 대한민국과 수교한 다음에 서울특별시에 주한 중화민국 대사관(중국어: 中華民國駐韓國大使館)을 개설했으며 1974년에는 부산직할시(현재의 부산광역시)에 주부산 중화민국 총영사관(중국어: 中華民國駐釜山總領事館)을 개설했다. 하지만 1992년 8월 24일에 대한민국이 중화인민공화국(중국)과 수교하면서 하나의 중국 정책에 따라 중화민국(대만)과의 외교 관계가 단절되었다. 이에 따라 1992년 8월 24일을 기해 주한 중화민국 대사관이 폐쇄되었고 주중화민국 대한민국 대사관 또한 1992년 9월 4일을 기해 폐쇄되었다.
대만과 대한민국 간의 외교 관계가 단절됨에 따라 대만과 대한민국 간의 각종 경제 및 민간 항공 협정은 효력을 상실했으며 대만 정부는 대한민국과 대만 간의 항공 노선 운항을 금지하는 조치를 내렸다. 또한 대한민국 정부는 대만 정부가 대한민국에 소유하고 있던 서울 명동 주재 대사관과 기타 자산을 몰수하고 중국 정부에 양도했으며 대한민국에 상주하고 있던 대만의 외교 공관 직원들에게 24시간 이내에 출국하라는 명령을 내렸다.
대한민국은 대만과의 단교 이후에도 대만과의 비공식 관계를 유지하겠다는 의사를 표명했으며 1993년 7월 27일에 일본 오사카부에서 대표부 상호 설치에 합의했다. 1993년 11월 25일에는 대만 타이베이시에 주타이베이 대한민국 대표부가 개설되었고 1994년 1월 25일에는 대한민국 서울특별시에 주한 타이베이 대표부가 개설되었다. 2004년 9월 1일에는 대한민국과 대만 간의 항공 노선 운항이 재개되었고 2005년 3월 25일에는 주한 타이베이 대표부 부산 사무처가 정식 업무를 개시하였다.

## 역대 주한 타이베이 대표
- 1993년~2001년: 린쭌셴(林尊賢)
- 2001년~2003년: 리쭝루(李宗儒)
- 2003년~2006년: 리짜이팡(李在方)
- 2006년~2010년: 천융춰(陳永綽)
- 2010년~2014년: 량잉빈(梁英斌)
- 2014년~2018년: 스딩(石定)
- 2018년~2022년: 탕뎬원(唐殿文)
- 2022년~2025년: 량광중(梁光中)
- 2025년~현재: 추가위(丘高偉)

## 사무처
| 사무처 | 사무처                                                       | 소재지                                                    | 영사 관할 구역 |
| ------ | ------------------------------------------------------------ | --------------------------------------------------------- | --- |
|        | 주한 타이베이 대표부(駐韓國台北代表部)                       | 서울특별시 종로구 세종대로 149 광화문빌딩 6층             | 대한민국 서울특별시, 경기도, 인천광역시, 강원특별자치도, 대전광역시, 충청남도, 충청북도, 세종특별자치시, 전북특별자치도 |
|        | 주한 타이베이 대표부 부산 사무처(駐韓國台北代表部釜山辦事處) | 부산광역시 중구 중앙대로 70 (중앙동4가 25-4) 동방빌딩 9층 | 대한민국 부산광역시, 경상남도, 울산광역시, 대구광역시, 경상북도, 광주광역시, 전라남도, 제주특별자치도                   |

## 같이 보기
- 중화민국 외교부
- 타이베이 대표부
- 주타이베이 대한민국 대표부
- 대한민국-중화민국 관계
- 주한 중화민국 대사관
- 연락사무소